# James Butler, I duca di Ormonde
James Butler I duca di Ormonde (Clerkenwell, 19 ottobre 1610 – Kingston Lacy, 21 luglio 1688) è stato un generale britannico e uomo di stato di origini anglo-irlandesi. Fu grazie al suo amico Thomas Wentworth, I conte di Strafford che egli ebbe il comando delle forze realiste in Irlanda. Dal 1641 al 1647 egli guidò i combattimenti contro le forze dei Confederati Irlandesi. Dal 1649 al 1650 James comandò le forze realiste contro la Conquista cromwelliana dell'Irlanda e nello stesso anno andò in esilio insieme a Carlo II d'Inghilterra sul Continente. Quando, nel 1660, Carlo venne restaurato sul trono, James divenne una delle figure di punta della corte.

## L'anglo-irlandese
James Butler nacque il 19 ottobre 1610, primogenito di Thomas Butler, visconte di Thurles (prima del 1596-15 dicembre 1619) e di Elizabeth Poyntz. James nacque a Londra e più precisamente a Clerkenwell, nella casa dei nonni materni, tuttavia poco dopo la nascita andò ad abitare in Irlanda, terra natale della famiglia paterna. I Butler erano infatti parte dei cosiddetti Old English, che avevano comandato il sud-est dell'isola fin dal Medioevo.
Nel 1619 suo padre Thomas morì in un naufragio e James ereditò il titolo di Visconte Thurles, l'anno seguente sua madre lo riportò in Inghilterra e gli fece frequentare una scuola cattolica, forse sotto l'influenza del suocero Walter Butler, XI conte di Ormonde (1569-1632 o 1633). Del resto, non troppo tempo prima, re Giacomo I d'Inghilterra aveva espresso il timore che il giovane Butler finisse sotto l'influenza dei protestanti e per questo trovò a James una sistemazione a Lambeth presso George Abbot, Arcivescovo di Canterbury. Già nel 1617, a causa di un profondo dissidio con il re, Walter Butler era stato imprigionato e le sue rendite confiscate, tanto che a James non spettavano che 40 £ per pagare i servitori, comprare i vestiti e poco altro. Non sembra che nemmeno la sua istruzione venisse curata molto dal vescovo Abbott, che di lui s'interessava ben poco. Quando ebbe 15 anni James andò a vivere dal nonno paterno, che nel frattempo era stato rilasciato, ma a quanto pare nemmeno lui lo educò molto, nemmeno in termini religiosi. Di fatto James fu il primo dei Butler ad aderire al protestantesimo e questo rese le sue relazioni famigliari un poco tese e se essi per la loro fede cattolica subirono confische e discriminazioni, tali problemi a lui non toccarono mai.
A diciotto anni James si unì all'amico George Villiers, I duca di Buckingham per andare a liberare La Rochelle che era caduta in mano ai francesi dopo che essi erano entrati in guerra con gli Ugonotti nel 1627, ma tale progetto naufragò per la morte del duca, che venne assassinato il 23 agosto 1628. Durante il suo soggiorno londinese egli ebbe modo di imparare l'irlandese, una conoscenza della lingua che, anche se parziale, gli sarebbe tornata molto utile negli anni a venire. Sempre attorno al 1628 egli incontrò a corte la cugina Elizabeth Preston, figlia di Richard Preston, Conte di Desmond, e l'8 settembre 1629 Carlo I d'Inghilterra diede il suo consenso al matrimonio tramite una Lettera patente, i due si sposarono a Natale, ponendo anche fine a una lunga disputa famigliare concernente alcune proprietà. Nel 1634, alla morte del nonno, James ereditò il contado.

## L'Irlanda
La carriera vera e propria di James cominciò nel 1633, con l'interessamento dell'amico Thomas Wentworth, I conte di Strafford che lo pose a capo del governo d'Irlanda. Wenthworth stava portando avanti nell'isola un piano di confisca su larga scala delle proprietà dei cattolici, questo con lo scopo di raccogliere fondi per la corona e rompere il potere dei papisti, una politica che James supportò. Questo fece infuriare molti dei suoi parenti e portò molti di essi all'opposizione contro Wentworth fino ad arrivare alla ribellione armata. Nel 1640 Wentworth fu richiamato in patria per far fronte alla seconda guerra dei Vescovi e James fu lasciato al comando delle forze in Irlanda. La sorte di Wentworth in Inghilterra non fu dolce, accusato di alto tradimento venne giustiziato nel maggio 1641.
Subito dopo la morte del proprio mentore, James si trovò a fronteggiare la ribellione irlandese del 1641, buona parte del territorio era stata conquistata dai cattolici irlandesi e fra di loro c'erano diversi membri della sua famiglia, anche se non tutti i legami erano compromessi. Sua moglie ed i suoi figli vennero scortati da Kilkenny a Dublino da Richard Butler, III Visconte Mountgarret (1578-1651), uno dei capi della fazione ribelle, ma anche uno dei parenti di James. Il 15 aprile 1642 i due si confrontarono sul campo di battaglia a Kilrush e James vinse lo scontro.
In quella primavera i cattolici si riunirono nell'Irlanda confederata, insediarono la capitale a Kilkenny e iniziarono a raccogliere un esercito regolare di truppe, in modo da avere delle forze più organizzate e compatte. In quello stesso periodo Carlo spedì degli uomini di rinforzo in Irlanda, i Confederati Irlandesi erano alle porte. James fece diverse spedizioni di guerra attorno a Dublino ed alla fine liberò l'area attorno alla capitale dalle forze Confederate. Durante la primavera James si reimpadronì dei presidi di Naas, Athy e Port Laoise e tornando a Dublino vinse la sopracitata battaglia di Kilrush. Come ricompensa per i servigi resi James ricevette del denaro e i ringraziamenti del Parlamento e nel mese di settembre fu messo al comando di una commissione guidata direttamente dal re.
Nel mese di marzo 1643 James si avventurò nel profondo dei territori dei Confederati vincendo una battaglia piccola e poco decisiva a New Ross e, in ogni caso, James in quel periodo era in una brutta situazione. I Confederati tenevano in mano i 2/3 dell'Irlanda e la guerra civile inglese, scoppiata il settembre precedente, aveva precluso ulteriori rinforzi militari ed anzi il re voleva richiamare le truppe in patria. In aggiunta i Covenanti scozzesi che l'anno prima avevano mandato dei rinforzi ai cattolici presso Carrickfergus, nel nord-est, avevano fatto in modo che tale regione si rivoltasse contro Carlo e finisse dalla parte dei Parlamentaristi, giacché i suoi abitanti erano per lo più Protestanti ed erano già inclini ad appoggiarli.
James, isolato a Dublino, raggiunse un accordo di cessate il fuoco con i cattolici nel settembre 1643 e lasciava in mano ai papisti buona parte dell'Irlanda, esclusi pochi distretti del nord, il distretto del Pale e poco altro, facendo insorgere i protestanti che vivevano in Irlanda.
Nel mese di novembre, su ordine del re, James mandò un contingente di uomini in Inghilterra perché combattessero contro i Parlamentaristi, sempre in quel mese Carlo nominò James Lord luogotenente d'Irlanda. Il suo compito era di evitare che i Parlamentaristi riuscissero a trovare degli appoggi in Irlanda e di raccogliere nuove truppe da inviargli per la guerra. A questo fine egli fece in modo che i Covenanti scozzesi restassero confinati a nord e cercò di raggiungere un accordo con i cattolici così da avere da loro delle truppe da spedire contro i Parlamentaristi di fede protestante.

## Il tortuoso sentiero delle trattative
L'accordo da raggiungere con l'Irlanda confederata non era cosa da nulla. Essi acconsentirono a venire a patti con Carlo in cambio della Tolleranza religiosa e dell'Autogoverno. D'altro canto ogni accordo che egli stipulava con i cattolici indeboliva la sua popolarità presso i protestanti, fossero essi irlandesi, inglesi o scozzesi, e questo rese i negoziati difficili e tortuosi, nonostante molti dei suoi interlocutori fossero imparentati con lui.
Nel 1644 James assistette Randal MacDonnell, I marchese di Antrim (1609-3 febbraio 1683), un Confederato, in un assalto alla Scozia, le truppe comandate da Alasdair MacColla (1610 circa-1647) furono mandate per aiutare i realisti scozzesi e per accendere la miccia della guerra civile scozzese. Questo fu il primo ed ultimo intervento irlandese nella guerra civile inglese.
Il 25 agosto 1645, agendo a vantaggio di Carlo I, Edward Somerset, II marchese di Worcester raggiunse un accordo con i Confederati, senza prima sentire gli irlandesi protestanti e così la loro protesta risulto così veemente che Carlo dovette ripudiare il trattato quasi subito nel timore che l'appoggio degli irlandesi protestanti sarebbe andato tutto nelle file dei Parlamentaristi.
Il 28 marzo 1646 fu James a chiudere un altro accordo che garantiva ai cattolici libertà religiosa e li liberava da diverse altre ingiustizie, questa volta furono i Confederati a rigettare l'accordo, in parte a causa dell'influenza del Nunzio apostolico Giovanni Battista Rinuccini, che aveva operato per dissuaderli dal cercare il compromesso. I Confederati revocarono anche la tregua che avevano stipulato con James e arrestarono tutti coloro che la tenevano in essere. James si rese conto di non potere tenere Dublino ancora a lungo, si rivolse quindi al Parlamento Lungo ed il 19 luglio 1647 firmò un trattato con loro in cui cedeva Dublino a condizione che venissero protetti gli interessi sia dei realisti protestanti che dei cattolici che non erano ancora entrati in guerra. James fece quindi ritorno in Inghilterra, mentre in Irlanda i Realisti protestanti e i Parlamentaristi vinsero una delle più importanti battaglie combattute contro i Confederati alla Dungan's Hill nell'agosto 1647.

## L'esilio con Carlo II d'Inghilterra
James rimase al fianco di Carlo dall'agosto all'ottobre del 1647, presso Hampton Court, ma nel marzo seguente, per evitare l'arresto da parte dei Parlamentaristi, egli raggiunse la regina Enrichetta Maria di Borbone-Francia e il Principe a Parigi; in settembre il Nunzio venne espulso dall'Irlanda ed approfittandone James tornò nell'isola per tentare di riunire tutte le parti sotto la bandiera del re. Adesso i Confederati erano molto più disposti a trattare giacché nel 1647 avevano subito un rovescio militare dopo l'altro, nel gennaio 1649 James concluse un accordo di pace sulla base della concessione della libertà religiosa. Il 30 gennaio di quell'anno Carlo I venne giustiziato e James proclamò suo figlio Carlo nuovo sovrano ed egli fu a sua volta insignito dell'Ordine della Giarrettiera nel mese di settembre. James fu messo a capo delle armate dei Confederati e dalla Francia furono inviate in Irlanda delle truppe di inglesi realisti. A quel punto egli aveva sotto controllo quasi tutta l'isola, ma questo non impedì a Oliver Cromwell di effettuare la Conquista dell'Irlanda fra il 1649 e il 1650. James tentò di riprendersi Dublino, ma fu duramente sconfitto alla battaglia di Rathmines del 2 agosto 1649, tentò quindi di fermare l'avanzata di Cromwell tramite il mantenimento di una linea di città fortificate che attraversava la nazione, ma la cosa non funzionò, il New Model Army le prese una dopo l'altra a partire da quel settembre e a cominciare dall'assedio di Drogheda.
Il maggio seguente molti uomini Realisti ed Inglesi Protestanti passarono dalla parte di Cromwell ammutinandosi dal suo comando, lasciandolo solo con i soldati cattolici che di lui diffidavano. Nel tardo 1650 egli fu privato del comando e dovette tornare in Francia. Un Concilio tenutosi presso il monastero di Jamestown scomunicava lui e tutti coloro che gli erano fedeli, una legge voluta da Cromwell nel 1652 privò gli Ormonde di tutte le loro terre ed egli fu escluso dal perdono che venne concesso ai Realisti che si fossero "convertiti" entro quella data.
James si trovò quindi a corto di denaro e rimase accanto a Carlo II e sua madre seguendoli ad Aquisgrana e poi a Colonia, quando vennero espulsi dalla Francia per via del trattato che Cromwell aveva stipulato con il cardinale Mazzarino nel 1655. Nel 1658 James si recò sotto mentite spoglie, e con grossi rischi, in Inghilterra per raccogliere informazioni affidabili circa la possibilità di una rivolta. Nel 1659 accompagnò Carlo II ad Hondarribia ed ebbe un lungo colloquio con Mazzarino e fu attivamente coinvolto in tutte le attività che fervettero immediatamente prima della Restaurazione inglese.

## La Restaurazione
Quando Carlo II tornò al trono James fu creato Lord Steward, fu ammesso al Concilio Privato, nominato Lord Luogotenente del Somerset, Lord grande intendente di Westminster, Bristol e Kingston, Cancelliere del Trinity College di Dublino, Barone Llanthony e Conte di Brecknock, infine il 30 maggio 1661 fu creato Duca di Ormonde e Lord grande intendente per l'Inghilterra, in occasione dell'incoronazione di Carlo, che fu celebrata nell'aprile di quell'anno. Ovviamente gli vennero restituite tutte le proprietà che aveva in Irlanda e fu ampiamente ricompensato per gli anni che aveva speso al servizio della corona.
Il 4 novembre 1661 fu nominato di nuovo Lord luogotenente d'Irlanda e si dovette impegnare per stabilizzare il paese. S'impegnò duramente contro la legge che vietava l'esportazione di bestiame irlandese, ritenendo che sarebbe stato un duro colpo per l'economia del paese e rese pan per focaccia proibendo l'importazione in Irlanda delle merci scozzesi ed arrivò ad ottenere il permesso di poter commerciare con nazioni straniere.
La sua grande influenza gli procurò dei nemici ed uno di essi fu il figlio del vecchio duca di Buckingham, che era stato assassinato, tale George Villiers, II duca di Buckingham che fece del suo meglio per minare il potere di James. Ciò non di meno il suo governo in Irlanda si prestava ad alcune critiche, fra queste per esempio l'aver introdotto la legge marziale, e Villiers lo minacciò di sottoporlo ad un impeachment. Nel marzo 1669 James fu rimosso dal suo incarico di luogotenente e da qualunque cosa fosse connessa agli affari irlandesi. Egli non fece lagnanze insistendo solo sul fatto che i suoi figli e gli altri su cui aveva avuto influenza continuassero a detenere i loro incarichi e continuò a servire presso le altre istituzioni a cui doveva il proprio impegno, divenendo poi Cancelliere dell'Università di Oxford il 4 agosto 1669.
Nel 1670 fu posto in essere un tentativo di omicidio ai suoi danni ordito da Thomas Blood, che era già noto per aver tentato di introdursi nel castello di Dublino e più tardi per il furto dei gioielli della Corona dalla Torre di Londra. James venne sorpreso il 6 dicembre 1670 mentre era sulla sua carrozza, venne tirato fuori e portato a dorso di cavallo lungo Piccadilly con l'intenzione di impiccarlo a Tyburn. James riuscì a sopraffare il complice di Blood che lo stava trasportando e a scappare.
Si sospettò che tale tentativo fosse stato ordito da Villiers e tali sospetti furono esplicitati davanti al re da uno dei figli di James, che minacciò il duca di Buckingham di morte se fosse successo qualcosa a suo padre. Tali sospetti furono incoraggiati anche dall'atteggiamento conciliante del re, che perdonò Blood e lo ammise alla sua presenza, perdonandolo persino dopo che aveva rubato i gioielli della Corona.
Nel 1673 egli tornò in Irlanda e fece ritorno in patria solo due anni dopo con diversi consigli che dispensò a Carlo, nel 1677 egli era ritornato completamente entro le grazie del re che lo nominò di nuovo Lord luogotenente.
Quando nel 1678 in Inghilterra scoppiò il complotto papale, James cercò di ridurre il potere dei cattolici inglesi, che superavano di gran lunga i protestanti inglesi e la mitezza e la moderazione delle misure da lui intraprese gli valsero un duro attacco in patria sferrato da Anthony Ashley Cooper (I conte di Shaftesbury), James fu difeso ancora da uno dei suoi figli.
Nel 1682 James fu richiamato a corte e nel giugno di due anni dopo tornò in Irlanda anche se dovette quasi subito ritornare in patria a causa di altri intrighi, che lo indussero a cedere la luogotenenza a Laurence Hyde, I conte di Rochester, ma prima che potesse farlo Carlo II morì e gli successe il fratello Giacomo II d'Inghilterra. In seguito a questo, James si ritirò a vivere nell'Oxfordshire e morì nel Dorset il 21 luglio 1688.
James venne sepolto nell'Abbazia di Westminster il 1º agosto.

## Matrimonio e figli
Dalla moglie Elizabeth Preston James ebbe sette figli:
- Thomas Butler (nato e morto nel 1632)
- Thomas Butler, VI conte di Ossory (8 luglio 1634-30 luglio 1680)
- James Butler (1636-1645)
- Richard Butler, I conte di Arran (15 luglio 1639-25 gennaio 1685 o 1686)
- Elizabeth Butler (29 luglio 1640-luglio 1665)
- John Butler, I conte di Gowran (1643-1677)
- Mary Butler (1646-1710) che sposò William Cavendish, I duca di Devonshire.

Tutti i suoi figli maschi morirono prima di lui ed il contado di Ormonde andò al suo fratello più giovane, Richard che morì nel 1701.